# Jérémy Desplanches
Jérémy Desplanches (ur. 7 sierpnia 1994 w Genewie) – szwajcarski pływak specjalizujący się w stylu zmiennym, brązowy medalista igrzysk olimpijskich, wicemistrz świata i mistrz Europy.

## Kariera
W 2015 roku na mistrzostwach świata w Kazaniu zarówno w eliminacjach jak i półfinale 200 m stylem zmiennym poprawiał rekord swojego kraju. W półfinale uzyskał czas 1:59,35 min i zajął 12. miejsce. Na dystansie dwukrotnie dłuższym czasem 4:17,90 min ustanowił nowy rekord Szwajcarii i uplasował się na 16. pozycji.
Rok później, podczas igrzysk olimpijskich w Rio de Janeiro zajął 13. miejsce w konkurencji 200 m stylem zmiennym, uzyskawszy czas 2:00,38 min. Na 400 m stylem zmiennym również uplasował się na 13. pozycji, ustanawiając nowy rekord swojego kraju (4:15,46 min).
Na mistrzostwach świata w Budapeszcie w 2017 roku w półfinale 200 m stylem zmiennym pobił rekord Szwajcarii (1:56,86 min) i zakwalifikował się do finału, w którym był ósmy (1:57,50 min). Na dystansie dwukrotnie dłuższym zajął 15. miejsce z czasem 4:18,69 min.
W 2018 roku podczas mistrzostw Europy w Glasgow zwyciężył w konkurencji 200 m stylem zmiennym, uzyskawszy czas 1:57,04 min.
Na igrzyskach olimpijskich w Tokio w 2021 roku zdobył brązowy medal na dystansie 200 m stylem zmiennym i czasem 1:56,17 poprawił rekord Szwajcarii.